# Procellaria
Procellaria är ett släkte  inom familjen liror med långvingade havsfåglar som främst förekommer i haven på södra halvklotet.

## Taxonomi
Alla artera bär trivialnamnet "petrell", men liksom petrellerna i släktena Bulweria och Pseudobulweria anses de idag stå närmare lirorna i Calonectris, Ardenna och Puffinus än Pterodroma-petrellerna.
Länge behandlades glasögonpetrell (Procellaria conspicillata) som en underart till vithakad petrell (Procellaria aequinoctialis) men studier visade att de inte reagerar på varandras läten vilket är en tydlig indikation på att de inte bildar par.

## Utbredning
Dessa arter återfinns i de tempererade och kalla vattnen i haven på södra halvklotet. När de inte häckar lever de ett pelagiskt liv. Mindre sotpetrell är den art som regelbundet befinner sig längst norrut då den övervintrar så långt norrut som utanför Mexikos kuster.

## Utseende och fältkännetecken
De är stora liror med tydlig rörformigt utskott på näbbryggen. De flyger på stela vingar och använder sig av en "bågande" flygteknik vilket gör att de kan förflytta sig med ett minimum av aktivt flykt. Vithakad petrell och grå petrell ses ofta följa efter fartyg i Indiska oceanen och Sydatlanten. Arterna är mycket lika och i farvatten där flera av arterna förekommer, exempelvis utanför Nya Zeeland kan det vara omöjligt att i fält med säkerhet artbestämma många individer.

## Ekologi

### Häckning
De besöker bara land för att häcka vilket de gör i kolonier på öar och vid klippiga kuster. De bygger sitt bo i jordhålor och de lägger bara ett vitt ägg per häckningssäsong.

### Föda
De lever av fisk, bläckfisk, annan havslevande föda och även fiskavfall som de fångar då de följer fiskefartyg. 

## Status och hot
Fyra av de fem arterna anses hotade. Värst är situationen för större sotpetrell.

## Arter
Enligt AviList:
- Gråpetrell (P. cinerea)
- Större sotpetrell (P. westlandica)
- Vithakad petrell (P. aequinoctialis)
- Glasögonpetrell (P. conspicillata)
- Mindre sotpetrell (P. parkinsoni)

Det finns även en obeskriven förhistorisk art som är känd från fossil.